# (10913) 1997 YE14
(10913) 1997 YE14 est un astéroïde de la ceinture principale d'astéroïdes découvert en 1997.

## Description
(10913) 1997 YE14 a été découvert le 31 décembre 1997 à l'observatoire astronomique d'Ōizumi, situé à Ōizumi, dans la préfecture de Gunma, au Japon, par Takao Kobayashi.

### Caractéristiques orbitales
L'orbite de cet astéroïde est caractérisée par un demi-grand axe de 2,79 ua, un périhélie de 2,43 ua, une excentricité de 0,13 et une inclinaison de 8,18° par rapport à l'écliptique. Du fait de ces caractéristiques, à savoir un demi-grand axe compris entre 2 et 3,2 ua et un périhélie supérieur à 1,666 ua, il est classé, selon la JPL Small-Body Database, comme objet de la ceinture principale d'astéroïdes.

### Caractéristiques physiques
(10913) 1997 YE14 a une magnitude absolue (H) de 12,7 et un albédo estimé à 0,135.